# Corydalis fangshanensis
Corydalis fangshanensis là một loài thực vật có hoa trong họ Anh túc. Loài này được W.T.Wang mô tả khoa học đầu tiên năm 1984.